# Maxime Radais
Maxime Radais est un scientifique et universitaire français, doyen honoraire de la faculté de pharmacie de Paris

## Biographie
Maxime Pierre François Radais est né le 19 janvier 1861 à Pruillé-l'Eguillé dans le département de la Sarthe et il est décédé le 12 décembre 1959 à Paris.
Fils de hongreur, il poursuit ses études au collège de Saint Calais et au lycée du Mans, puis à l'Ecole supérieure de pharmacie de 1882 à 1885.
Docteur en sciences, agrégé (1er nommé) de Sciences Naturelles, il est chargé de cours en Cryptogamie puis, devenu titulaire de la chaire, il oriente celle-ci vers la microbiologie (changement de dénomination ultérieure, en 1941)
Il est doyen de la Faculté de pharmacie à partir de 1922 jusqu'à sa retraite en 1931.
Il poursuit ensuite son travail en siégeant à diverses commissions ou institutions telles que l' Académie Nationale de Médecine, la Société d'histoire de la pharmacie dont il est président de 1929 à 1945 ou la Commission des spécialités pharmaceutiques qu'il préside également.

## Travaux
Ses recherches portent à la fois sur l'anatomie des fleurs et fruits des conifères, sur les cryptogames et sur les champignons vénéneux tels que les amanites.

## Inventions
On doit à Maxime Radais l'évolution de certains appareils de laboratoire tels que le microtome et de colorants histologiques.

## Législation
En tant que Président de la Commission des spécialités pharmaceutiques, Maxime Radais présente un rapport qui aboutit à la promulgation du Décret du 12 juillet 1926 (Parution au Journal Officiel le 25 juillet 1926) imposant l'inscription, sur leur contenant, de la composition explicite ainsi que l'identité du fabricant des  "remèdes secrets" (qui échappaient à cette obligation depuis le décret du 3 mai 1859) contenant des substances considérées comme actives.

## Distinctions
Maxime Radais fut doyen honoraire de la Faculté de pharmacie,.
Il est fait commandeur de la légion d'honneur le 5 janvier 1954